# Der Meineidbauer (film 1926)
Der Meineidbauer è un film muto del 1926 diretto da Jacob Fleck, Luise Fleck.

## Produzione
Il film fu prodotto dalla Hegewald Film.

## Distribuzione
Distribuito dalla Hegewald Film con il visto di censura concesso il 24 settembre, il film fu presentato a Berlino il 26 novembre 1926.